# Sarkin Gabari
Sarkin Gabari (auch: Garin Abass, Sarkin Gabass, Serkin Gabari, Serkin Gabas) ist ein Dorf im Arrondissement Zinder III der Stadt Zinder in Niger.

## Geographie
Das von einem traditionellen Ortsvorsteher (chef traditionnel) geleitete Dorf befindet sich nordwestlich des Stadtzentrums im ländlichen Gemeindegebiet von Zinder, der Hauptstadt der gleichnamigen Region Zinder. Zu den umliegenden Weilern zählen Bani Tajaye im Nordwesten, Makoïssa im Südosten und Itchan Goro im Süden.
Wie im gesamten Gemeindegebiet von Zinder herrscht das Klima der Sahelzone vor, mit einer durchschnittlichen jährlichen Niederschlagsmenge zwischen 300 und 400 mm.

## Bevölkerung
Bei der Volkszählung 2012 hatte Sarkin Gabari 620 Einwohner, die in 114 Haushalten lebten. Bei der Volkszählung 2001 betrug die Einwohnerzahl 77 in 13 Haushalten.

## Wirtschaft und Infrastruktur
Es gibt eine Schule im Dorf.